# باب النجد (مذيخرة)

تعديل مصدري - تعديل

باب النجد محلة تابعة لقرية الزاملية، التابعة لعزلة الزاملية بمديرية مذيخرة إحدى مديريات محافظة إب في الجمهورية اليمنية، بلغ تعداد سكانها 122 حسب تعداد اليمن لعام 2004.